# أصادص (أصادص)
أصادص هي إحدى مشيخات المملكة المغربية، تتبع جغرافيا لإقليم تارودانت وإداريًا لأصادص. يقدر عدد سكانها بـ 5512 نسمة حسب الإحصاء الرسمي للسكان والسكنى لسنة 2004.